# Соболево (Устюженский район)
Соболево — деревня в Устюженском районе Вологодской области. Административный центр Сошневского сельского поселения.
С точки зрения административно-территориального деления — центр Сошневского сельсовета.
Расположена на трассе Р84. Расстояние по автодороге до районного центра Устюжны — 4 км. Ближайшие населённые пункты — Раменье, Тимофеевское, Раменье.
Население по данным переписи 2002 года — 348 человек (173 мужчины, 175 женщин). Преобладающая национальность — русские (94 %).

## Известные люди
В селе родился российский политик, аграрий, народный депутат СССР Алексей Степанович Ручкин.